# La Coudre (Argentonnay)
La Coudre è un comune francese soppresso di 239 abitanti situato nel dipartimento delle Deux-Sèvres nella regione dell'Aquitania-Limosino-Poitou-Charentes.
Dal 1º gennaio 2016, assieme ai comuni di Argenton-les-Vallées, Le Breuil-sous-Argenton, La Chapelle-Gaudin, Moutiers-sous-Argenton e Ulcot forma il nuovo comune di Argentonnay, del quale è comune delegato.

## Società

### Evoluzione demografica
Abitanti censiti